# Меридиан

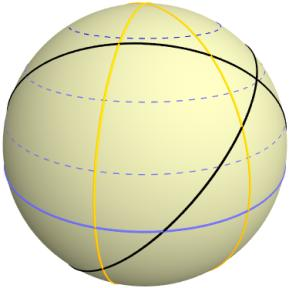
Каждая пара противоположно расположенных меридианов (показаны жёлтым) делят шар на две половинки — так же, как и экватор; параллели показаны пунктиром; также показана пара произвольных перпендикулярных больших окружностей

Меридиа́н (лат. meridianus «полуденный», понимаемый в архаичном смысле как направление на юг, «полдень» ← meridies, с севера, «полночи») — применяемый в географии и астрономии термин, обозначающий линию сечения поверхности плоскостью, проходящей через ось вращения или симметрии. Все точки одного меридиана имеют одинаковую долготу, но разную широту. Географическая широта отсчитывается вдоль географического меридиана к северу и югу от экватора.

## Географический меридиан
Меридиан в географии — половина линии сечения поверхности земного шара плоскостью, проведённой через какую-либо точку земной поверхности и ось вращения Земли. Каждый меридиан соединяется со всеми остальными в двух точках: на Северном и Южном полюсах. Длина каждого меридиана на общеземном эллипсоиде равна 20 004 274 м. Все точки одного меридиана имеют одинаковую долготу, но разную широту.

### Нулевой меридиан
В настоящее время в международной практике, согласно решению Международной меридианной конференции 1884 года, за начальный (нулевой) меридиан принят Гринвичский, проходящий через Гринвич — административный округ Лондона, располагающийся на юго-востоке британской столицы, на правом берегу Темзы. От Гринвичского меридиана ведётся отсчёт долготы, согласно решению Международной меридианной конференции 1884 года. Отсчёт географических долгот ведётся от 0 до 180° к западу и востоку (з. д. и в. д.).

Первый нулевой меридиан был установлен Эратосфеном в 200 году до н. э. Этот нулевой меридиан использовался для измерения положения Земли, но имел много проблем из-за отсутствия измерения широты.
В XIX веке в Российской империи за нулевой меридиан был принят Пулковский меридиан, который использовался и после установления в 1884 году Гринвичского меридиана как международного начального меридиана.
Во Франции с 1790-х годов до 1884 года за нулевой меридиан был принят Парижский меридиан, проходящий через Парижскую обсерваторию.
В других странах до 1884 года наряду с Парижским меридианом в качестве начала для отсчёта географической долготы широко использовался меридиан Ферро.

### Меридианы как государственные и административные границы
Меридианы могут использоваться для обозначения границ между регионами или странами.
- 141° з. д.: часть границы между США (Аляска) (З) и Канадой (В).
- 120° з. д.: Канада, часть границы между Британской Колумбией (З) и Альбертой (В).
- 120° з. д.: США, часть границы между Калифорнией (З) и Невадой (В).
- 110° з. д.: Канада, часть границы между Северо-Западными территориями (З) и Нунавутом (В), а также граница между Альбертой (З) и Саскачеваном (З)
- 103° з. д.: США, граница между Нью-Мексико (З) и Оклахомой (В).
- 102° з. д.: Канада, часть границ между Северо-Западными территориями и Саскачеваном (З) и Нунавутом и Манитобой (В).
- 100° з. д.: США, часть границы между Техасом (З) и Оклахомой (В).
- 85° з. д.: Гондурас, границы между департаментами Колон и Оланчо (З) и Грасьяс-а-Дьос (В).
- 12° в. д.: Нигер, часть границы между регионами Зиндер (З) и Диффа (В).
- 18° в. д.: Намибия, граница между областями Охангвена и Ошикото(часть) (З) и Западное Каванго(часть) (В).
- 20° в. д.: часть границы между Намибией (З) и Ботсваной (В).
- 21° в. д.: часть границ между Намибией (З) и ЮАР и Ботсваной (В).
- 24° в. д.: часть границы между Анголой (З) и Замбией (В).
- 25° в. д.: часть границ между Ливией и Чадом (З) и Суданом (В), а также часть границ между Ливией (З) и Египтом (В).
- 49° в. д.: часть границы между Кенией (З) и Сомали (В).
- 49° в. д.: Россия, часть границы между Архангельской областью (З) и Республикой Коми (В).
- 56° в. д.: часть границы между Казахстаном (З) и Узбекистаном (В).
- 120° в. д.: Россия, часть границы между Красноярским краем (З) и Республикой Саха (Якутия) (В).
- 120° в. д.: Австралия, границы между Западной Австралией (З) и Северной территории и Южной Австралией (В).
- 138° в. д.: Австралия, граница между Северной территорией (З) и Квинслендом (В).
- 141° в. д.: часть границы между Индонезией (З) и Папуа — Новой Гвинеей (В).
- 141° в. д.: Австралия, границы между Южной Австралией (З) и Квинслендом, Новым Южным Уэльсом и Викторией (В).

## Магнитный меридиан
Магнитный меридиан — проекция силовой линии магнитного поля небесного тела на его поверхность.

## Астрономический меридиан
Меридиан — в астрономии: большой круг небесной сферы, проходящий через полюсы мира, зенит и надир.